# 河内王陵
河内王陵（かわちおうりょう）は、福岡県田川郡香春町にある古墳。通称は「外輪崎古墳」。
実際の被葬者は明らかでないが、宮内庁により「勾金陵墓参考地」（被葬候補者：第40代天武天皇皇孫長親王王子河内王）として陵墓参考地に治定されている。

## 概要
万葉集巻第三の417～419前文に「河内王を豊前国鏡山（かがみのやま）に葬る時、手持女王（たもちのおおきみ）の作る歌三首」とあり、417番に「大王の親魄（にきたま）あへや 豊国の鏡山（かがみのやま）を 宮と定むる」と詠まれている。河内王は大宰帥として九州に赴任しこの地で没したと言われる。このため明治27年（1894年）に天武天皇の皇子・河内王の勾金（まがりかね）陵墓参考地に治定された。陵墓は現在はフェンスに囲まれ宮内庁が管理している。
横穴式の円墳であり、石室の一部が露出している。